# رز بلومون
رز بلومون یا رز ماه آبی (به انگلیسی: Rosa Blue Moon) یکی از رقم‌های رز و از گروه رز دورگه چای است. رنگ آن بنفش روشن و بنفش مایل به آبی (به رنگ گل فوجی) و ارغوانی است. نوعی مقاوم به بیماری است و بوته آن به خوبی قدرت ایستادگی دارد و کشت آن آسان است.  این گل به سبب عطر خوب خود شهرت دارد. رز بلومون محبوبترین رقم در بین رزهای آبی رنگ است.